# Erythrococca mannii
Erythrococca mannii är en törelväxtart som först beskrevs av Joseph Dalton Hooker, och fick sitt nu gällande namn av David Prain. Erythrococca mannii ingår i släktet Erythrococca och familjen törelväxter.
Artens utbredningsområde är Bioko. Inga underarter finns listade i Catalogue of Life.